# Passion Play
Passion Play è un film del 2010 diretto da Mitch Glazer.
Film drammatico sceneggiato dallo stesso regista, con protagonisti Mickey Rourke, Megan Fox e Bill Murray. Il film è stato presentato al Toronto Film Festival del 2010 e distribuito nelle sale americane nel 2011.

## Trama
Nate, un trombettista jazz fallito, si rifugia in un circo itinerante, dove conosce la bellissima Lily, la Donna Uccello. Mentre il loro legame diventa più profondo, Lily capisce che forse quest'uomo è la sua ancora di salvezza e l'unico mezzo per sfuggire dalla sua prigionia. Ma l'affarista Happy Shannon spezza questo sogno di felicità, quando mette gli occhi sulla ragazza.

## Distribuzione
Nonostante le voci iniziali secondo le quali il film non sarebbe stato distribuito nelle sale, ma solo pubblicato in DVD, per via del poco riscontro al Toronto Film Festival, l'Image Entertainment, società statunitense di distribuzione, annunciò nel marzo del 2011 che il film sarebbe stato distribuito in un numero ristretto di sale a partire dal 6 maggio 2011, giorno in cui ci sono state le première a  New York e Los Angeles.

## Accoglienza

### Incassi
Il film ha avuto un budget di 14.000.000 di dollari.